# Ramessés III
Ramessés III (Titulatura real egípcia: Usermaat-re-meryamun) foi o segundo faraó da XX dinastia egípcia, e é considerado como o último grande faraó do Império Novo a exercer uma grande autoridade sobre o Egito. Ele era filho do faraó Setnakht com a rainha Tiy-merenese. O reinado de Ramessés III durou, aproximadamente, de 1194 – 1163 a.C., 31 anos.

## História
Durante o longo reinado de Ramessés III, meio ao caos político da Idade das Trevas na Grécia, o Egito foi atormentado por invasores estrangeiros (incluindo os então denominados Povos do Mar e os líbios) e experimentou o início da dificuldade econômica e das guerras internas que, eventualmente, levariam ao colapso da XX dinastia.

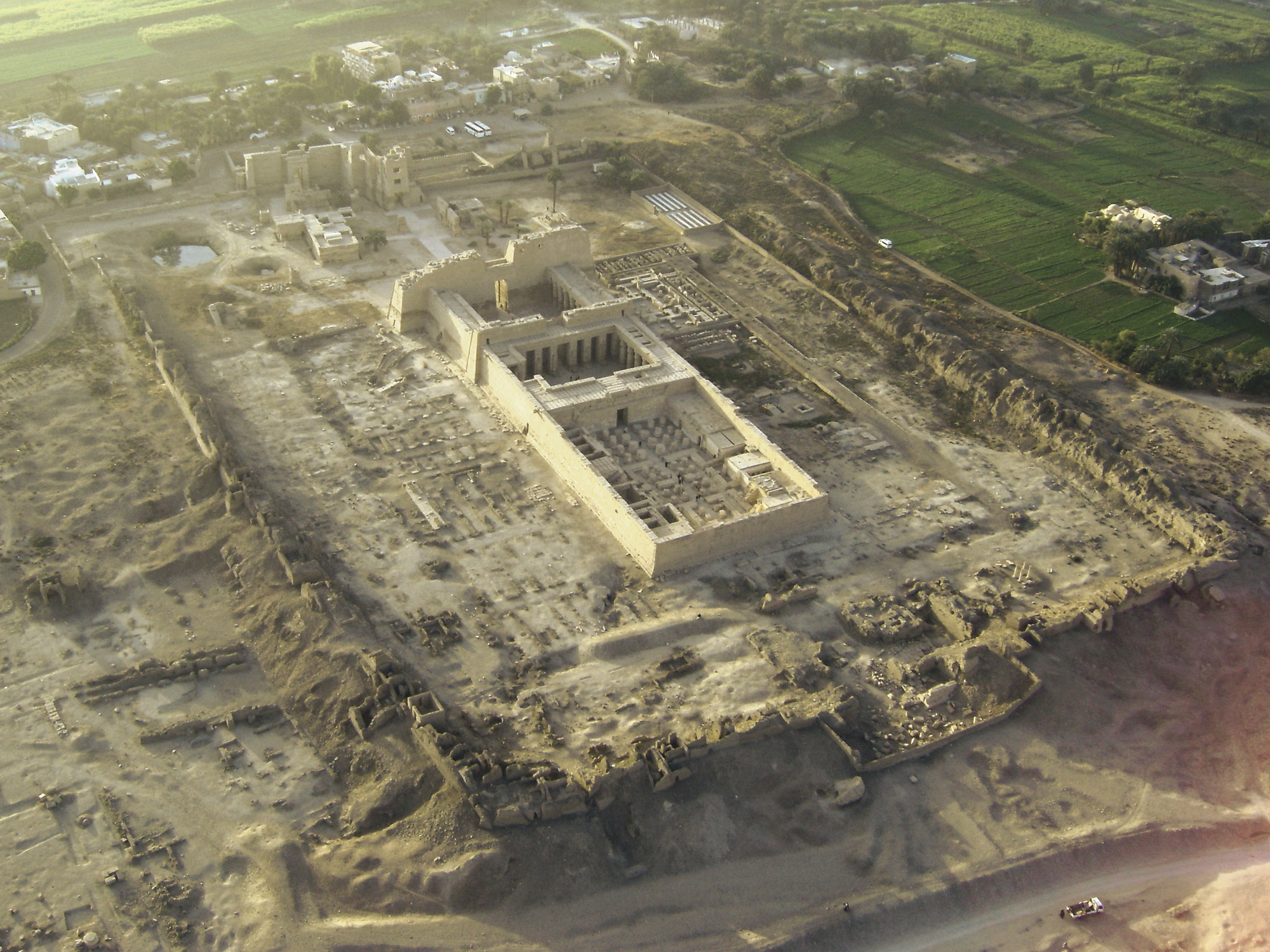
Templo mortuário de Ramessés III em Medinet Habu

As guerras internas se prolongaram do 2º ao último ano de reinado de Ramessés III. Dá a entender que já havia desordem no país antes de sua subida ao trono, mas como alguns funcionários sobreviveram desde o tempo de Merneptá (5 faraós antes), acredita-se que a violência estava limitada à corte e aos círculos militares. Ramessés III conseguiu controlar as crises que terminaram com a derrota dos rebeldes.
No ano 8 de seu reinado, os Povos do Mar, incluindo os Filisteus, etc., invadiram o Egito pelo mar, no que foram vencidos por Ramessés III em duas grandes batalhas. Embora os egípcios antigos tivessem uma reputação de inexperientes no mar, eles batalharam e venceram, tenazmente. A tática de Ramessés III era criar uma linha de arqueiros que, com saraivadas de flechas contra os navios inimigos, impediam que esses desembarcassem nas margens do Nilo e depois atacar com os barcos da marinha egípcia. Todos os ataques foram rechaçados e o Egito conseguiu manter o controle do Sinai e do Sul da Palestina. 
Após a colonização de Canaã por grupos de "povos do mar", Ramessés III tentou consolidar o seu predomínio recrutando soldados entre os referidos povos para o exército egípcio e estabelecendo novas guarnições no sul da Palestina. 
Por fim, Ramessés III, com aproximadamente 60 anos, acabou por ser vítima de uma conspiração conhecida como "a conspiração do harém" , um dos episódios mais sombrios do antigo Egito, relatado em documentos da época, em particular o "Judicial Papyrus Of Turin", conservado em Turim, na Itália, e que relata a tentativa de golpe de Estado de uma das esposas de Ramessés III, Tiyi, que desejava levar ao trono seu filho, quando o sucessor legítimo de Ramessés III era o filho de Isis, a primeira esposa. No Antigo Egito, era comum que dentre as esposas e mulheres do harém, o faraó tivesse uma principal, a “grande esposa”, mas durante o reinado de Ramessés III, isso parece não ter sido bem definido, o que pode ter inflamado a disputa pelo poder, resultando na conspiração. Os principais envolvidos no esquema eram a esposa Tiyi, o provável “tesoureiro” real Pabakkamen, e o príncipe Pentawere, filho de Tiyi e Ramessés III. De acordo com egiptólogos, Pentawere seria, inclusive, a múmia conhecida como “a múmia que grita” e “o Desconhecido E”; testes de DNA relacionaram positivamente o material genético da múmia de Ramsés III com a polêmica múmia, identificando o primeiro como pai do segundo.  Documentos oficiais revelam que a tentativa de golpe fracassou e dezenas de envolvidos foram condenados, porém, não relatam se os conspiradores conseguiram por as mãos no faraó durante a execução do plano. No entanto, sabe-se que Ramsés III morreu na mesma época da conspiração, e tomografias feitas em sua múmia constataram um corte profundo no pescoço, lesões no esôfago e nos vasos sanguíneos (o que teria provocado uma intensa hemorragia que provavelmente o levou a morte) e um outro corte em um dedo do pé, feito com um tipo de lâmina diferente da usada no pescoço, o que sugere um assassinato.  O faraó foi enterrado na tumba KV11, mas sua múmia atualmente reside no Museu Egípcio do Cairo. 

## Titulatura
| G39 | N5 · Z1 |

| G39 | N5 · Z1 |

|                   |     |           |     |     |
| \| \| \| \| \| \| |     |           |     |     |
|                   |     |           |     |     |
| C2                | F31 | O34 · O34 | S38 | O28 |

| C2 | F31 | O34 · O34 | S38 | O28 |

|                   |     |           |     |     |
| \| \| \| \| \| \| |     |           |     |     |
|                   |     |           |     |     |
| C2                | F31 | O34 · O34 | S38 | O28 |

| C2 | F31 | O34 · O34 | S38 | O28 |

|                   |     |           |     |     |
| \| \| \| \| \| \| |     |           |     |     |
|                   |     |           |     |     |
| C2                | F31 | O34 · O34 | S38 | O28 |

| C2 | F31 | O34 · O34 | S38 | O28 |

|                   |     |           |     |     |
| \| \| \| \| \| \| |     |           |     |     |
|                   |     |           |     |     |
| C2                | F31 | O34 · O34 | S38 | O28 |

| C2 | F31 | O34 · O34 | S38 | O28 |

| M23 · X1 | L2 · X1 |

| M23 · X1 | L2 · X1 |

|                   |     |     |     |                |
| \| \| \| \| \| \| |     |     |     |                |
|                   |     |     |     |                |
| N5                | F12 | C10 | M17 | Y5 · N35 · N36 |

| N5 | F12 | C10 | M17 | Y5 · N35 · N36 |

|                   |     |     |     |                |
| \| \| \| \| \| \| |     |     |     |                |
|                   |     |     |     |                |
| N5                | F12 | C10 | M17 | Y5 · N35 · N36 |

| N5 | F12 | C10 | M17 | Y5 · N35 · N36 |

|                   |     |     |     |                |
| \| \| \| \| \| \| |     |     |     |                |
|                   |     |     |     |                |
| N5                | F12 | C10 | M17 | Y5 · N35 · N36 |

| N5 | F12 | C10 | M17 | Y5 · N35 · N36 |

|                   |     |     |     |                |
| \| \| \| \| \| \| |     |     |     |                |
|                   |     |     |     |                |
| N5                | F12 | C10 | M17 | Y5 · N35 · N36 |

| N5 | F12 | C10 | M17 | Y5 · N35 · N36 |

| G5 |

| G5 |

| E1 · D43 | O29 | M23 | M17 | M17 | X1 · Z2 |

| E1 · D43 | O29 | M23 | M17 | M17 | X1 · Z2 |

| E1 · D43 | O29 | M23 | M17 | M17 | X1 · Z2 |

| E1 · D43 | O29 | M23 | M17 | M17 | X1 · Z2 |

| E1 · D43 | O29 | M23 | M17 | M17 | X1 · Z2 |

| E1 · D43 | O29 | M23 | M17 | M17 | X1 · Z2 |

| E1 · D43 | O29 | M23 | M17 | M17 | X1 · Z2 |

| E1 · D43 | O29 | M23 | M17 | M17 | X1 · Z2 |

| G8 |

| G8 |

| F12 | M4 | M4 | M4 | W19 | C17 |

| F12 | M4 | M4 | M4 | W19 | C17 |

| G16 |

| G16 |

| G36 · D21 | O23 | Z3 | W19 | A52 |

| G36 · D21 | O23 | Z3 | W19 | A52 |